# Baraboo Range
Baraboo Range is een gebergte van het type inselberg gesitueerd in Sauk County en Columbia County in de Amerikaanse staat Wisconsin. Het bestaat uit zeer geërodeerd metamorf gesteente uit het Precambrium. Het gebergte is ongeveer 40 kilometer lang en varieert van 8 tot 16 kilometer in de breedte. De rivier Wisconsin, die voordien van noord naar zuid liep, draait naar het oosten even ten noorden van de Baraboo Range om na de Range naar het westen af te buigen alvorens in de Upper Mississippi uit te monden. Het oostelijke einde van het gebergte was met ijs bedekt tijdens de ijstijd in Wisconsin en markeerde de oostelijke grens van het Driftless Area, terwijl de westelijke helft niet bedekt was.
Het gebergte is een voorbeeld van een bedolven bergketen die blootgesteld was aan erosie en nu opnieuw wordt onderworpen aan de krachten van de oppervlakte-erosie. De rotsen zijn 1,6 miljard jaar oud, een van de oudste blootgestelde rotsen in Noord-Amerika, die voornamelijk bestaan uit roze Baraboo-kwartsiet en rood ryoliet.
Devil's Lake is het middelpunt van Devil's Lake State Park en maakt onderdeel uit van de Baraboo Range. Het meer werd gevormd uit eindmorenen die de afvoer blokkerden, wat zorgde voor een endoreïsch bekken, dat wil zeggen, een meer dat aan de oppervlakte geen afvoer om af te vloeien naar de oceaan.
In het gebied ligt een vallei waarin de stad Baraboo in het centrum van gelegen is en tevens stroomt door deze vallei de Baraboo. Een deel van het gebergte is ook een National Natural Landmark.

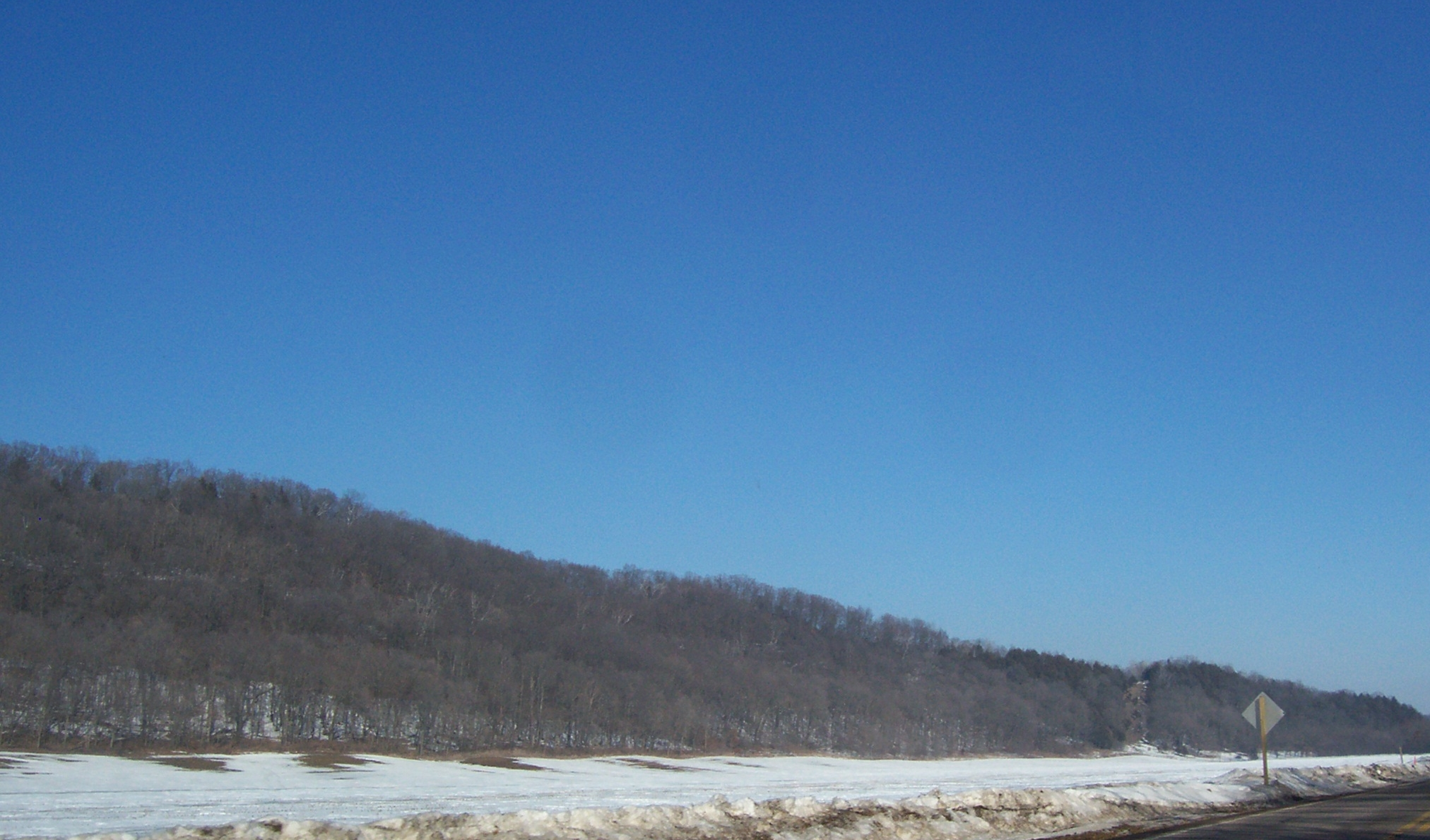
Kijkende richting het oosten naar het gebergte vanaf de Wisconsin Highway 78
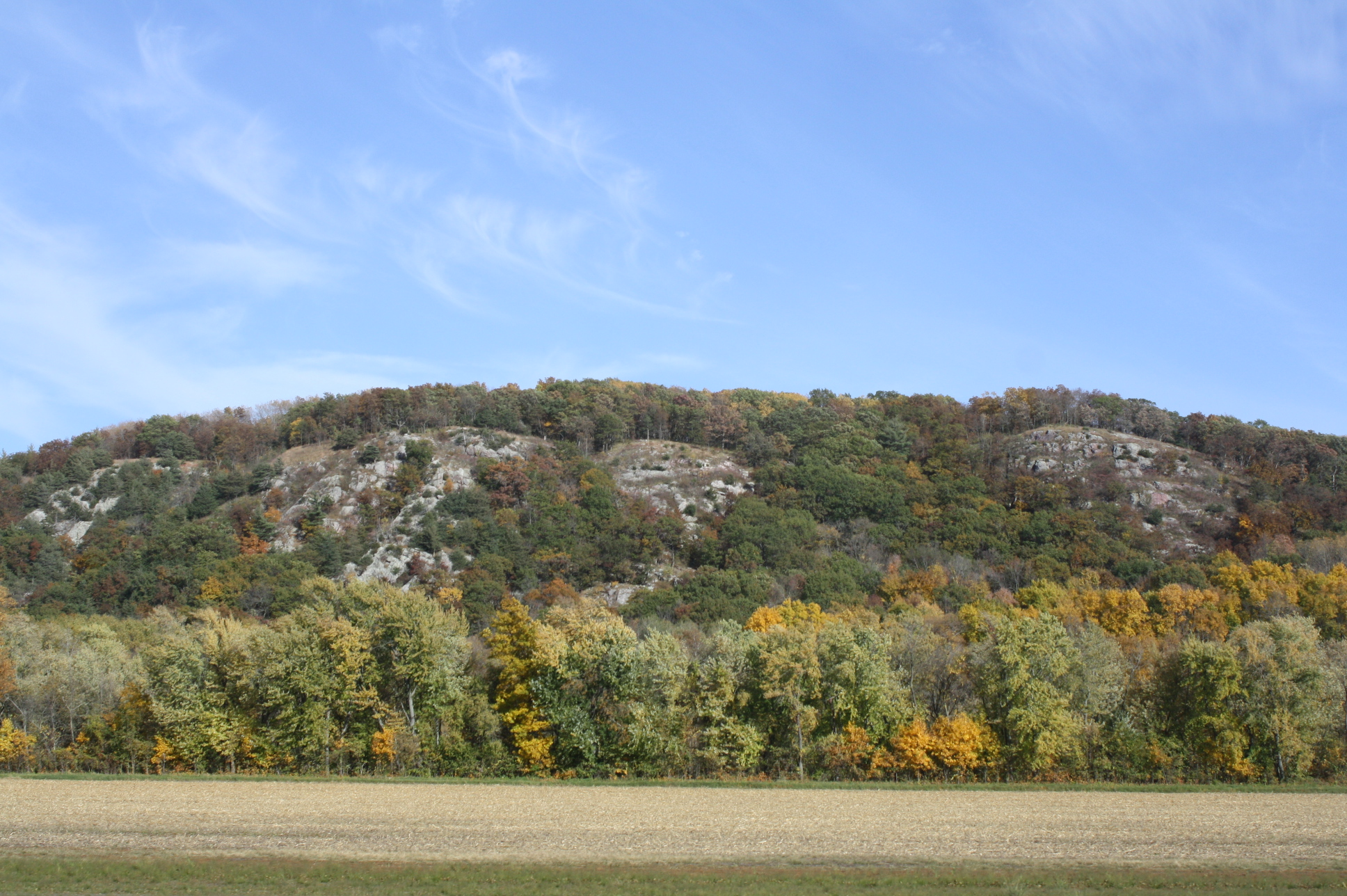
Het gebergte met herfstbladeren kijkende vanaf de Wisconsin Highway 33